# هارلم (جورجيا)
هارلم (بالإنجليزية: Harlem, Georgia)‏ هي مدينة تقع في مقاطعة كولومبيا، جورجيا بولاية جورجيا في الولايات المتحدة. تبلغ مساحة هذه المدينة 6.5 (كم²)، وترتفع عن سطح البحر 169 م، بلغ عدد سكانها 351 نسمة في عام 2010 حسب إحصاء مكتب تعداد الولايات المتحدة.

## أعلام
- أوليفر هاردي

## وصلات خارجية
- http://harlem.georgia.gov
- Cities & Counties - Georgia.gov